# Ensemble Adlerstraße

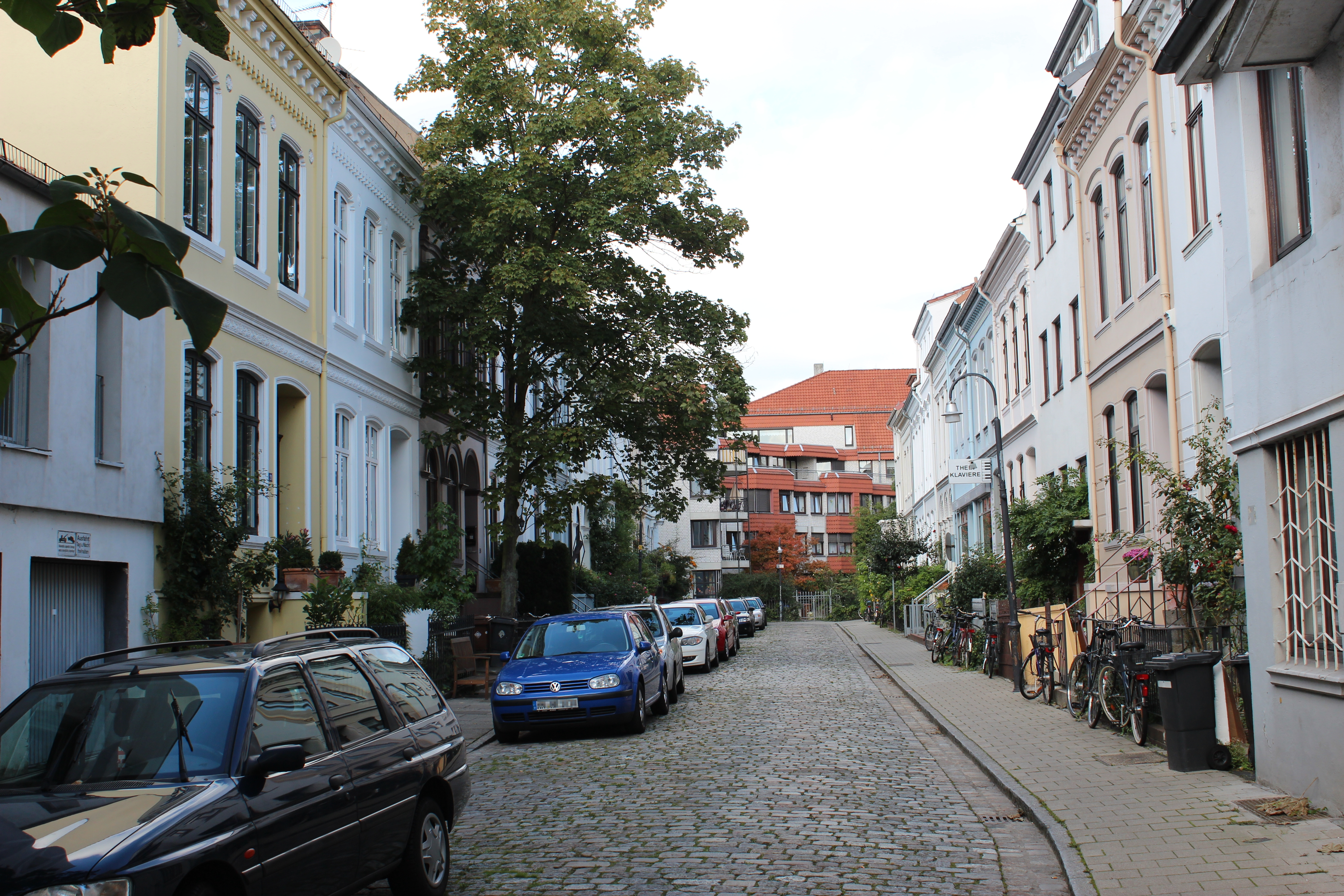
Ensemble Adlerstraße

Die Wohnhäuser vom Ensemble Adlerstraße in Bremen – Mitte, Ortsteil Ostertor, Adlerstraße 1 bis 21, stammen von 1853 bis 1856.
Das Ensemble steht seit 1973 unter Bremer Kulturdenkmal unter Denkmalschutz.

## Geschichte
Der heutige Ortsteil Ostertor gehörte nicht zur Altstadt von Bremen. Erst 1849 wurde die „Torsperre“ aufgehoben und die Vorstadtbürger erhielten das gleiche Bürgerrecht wie die Altstadtbürger. Danach wurden in den 1850er-Jahren jährlich etwa 100 bis 150 zweigeschossige Reihenhäuser neu erbaut. Eine typische Bebauung dieser Zeit sind die Häuser der Adlerstraße.

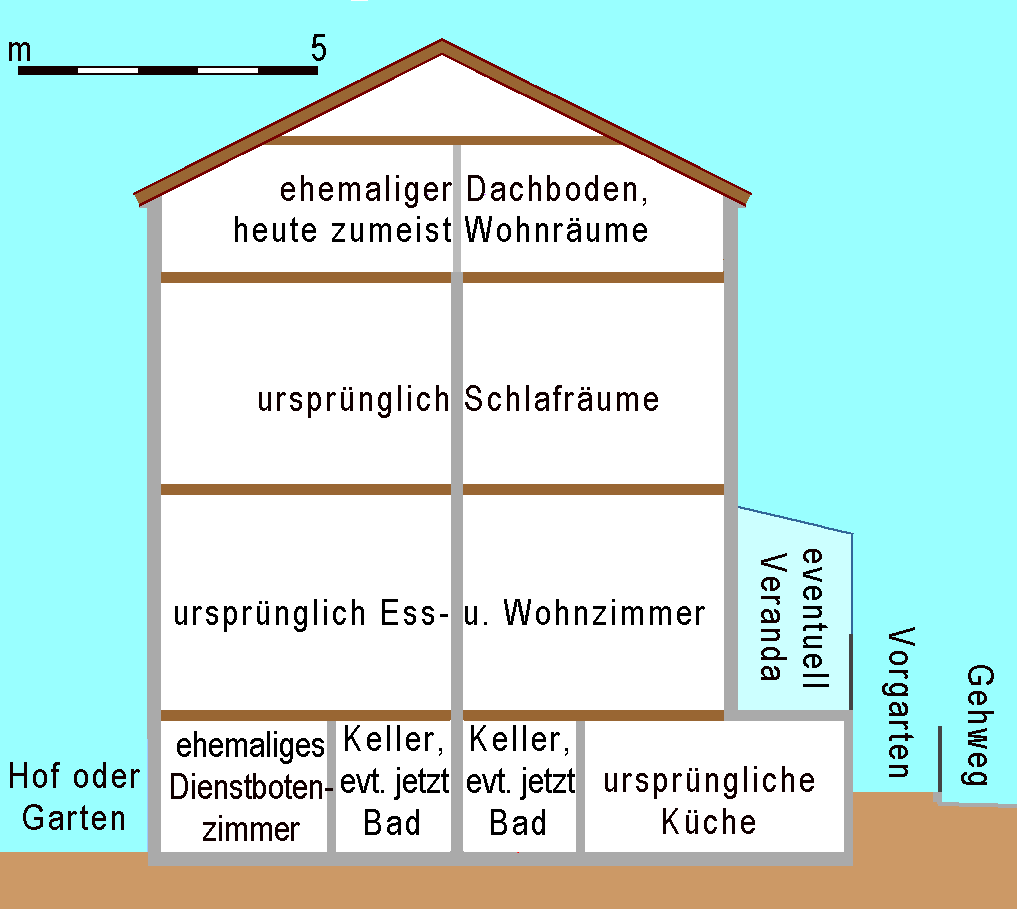
Typischer Schnitt eines Bremer Hauses

Die zumeist zweigeschossigen Wohnhäuser Adlerstraße 1 bis 21 zwischen den Straßenzügen Rembertistraße/Hoppenbank und Fedelhören in der Nähe vom Rembertiring wurden von 1853 bis 1856 nach Plänen des Architekten Hermann Rauschenberg für den Bauunternehmer Johann Heinrich Mende gebaut.

Die schlichten klassizistischen, teils romantischen Reihenhäuser mit Wohn- und Schlafetage zu beiden Seiten der Adlerstraße zeigen die Merkmale aus der Frühzeit des Bremer Hauses. Sie haben durchgehende Straßen- und Hoffronten, deren hintere Flucht früher durch die Abort-Häuschen unterbrochen wurde. Das einheitliche Gesamtbild wird durch die doch differenzierten Fassadendekorationen aufgelockert. Alle Häuser haben drei Fensterachsen, den seitlichen Eingang und den Nebeneingang zum Souterrain. Das Souterrain befindet sich um 1,30 Meter unterhalb des Straßenniveaus und ist über eine Außentreppe von der Straße erreichbar. An der Hofseite befand sich vor dem Bau der Abortkanäle der Abortgang („Schietgang“) zum Transport der Abortfässer.
Heute (2014) werden die Häuser für Wohnzwecke aber auch als Praxen sowie als Büros bzw. Geschäfte für Dienstleister genutzt.

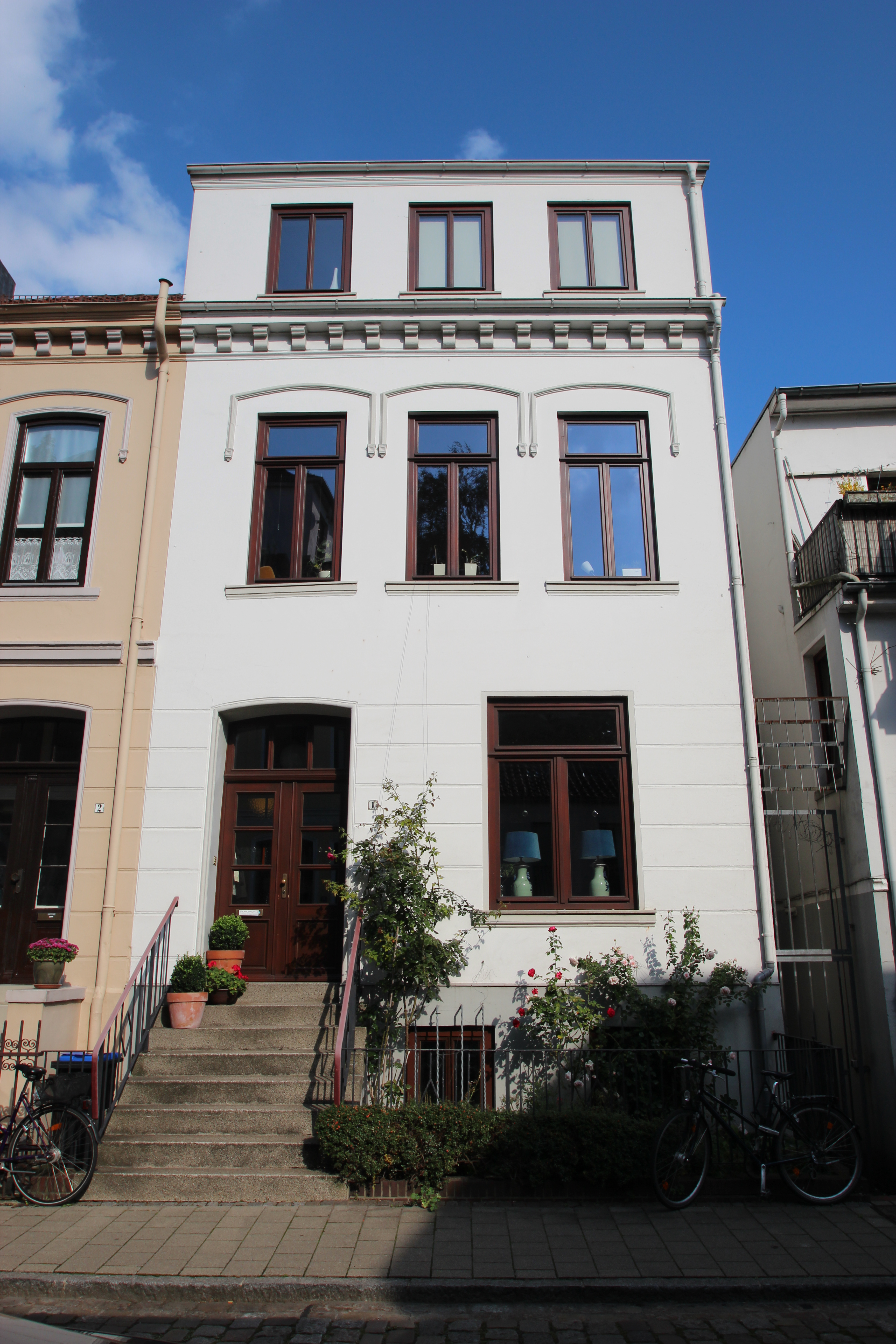
Adlerstraße 1
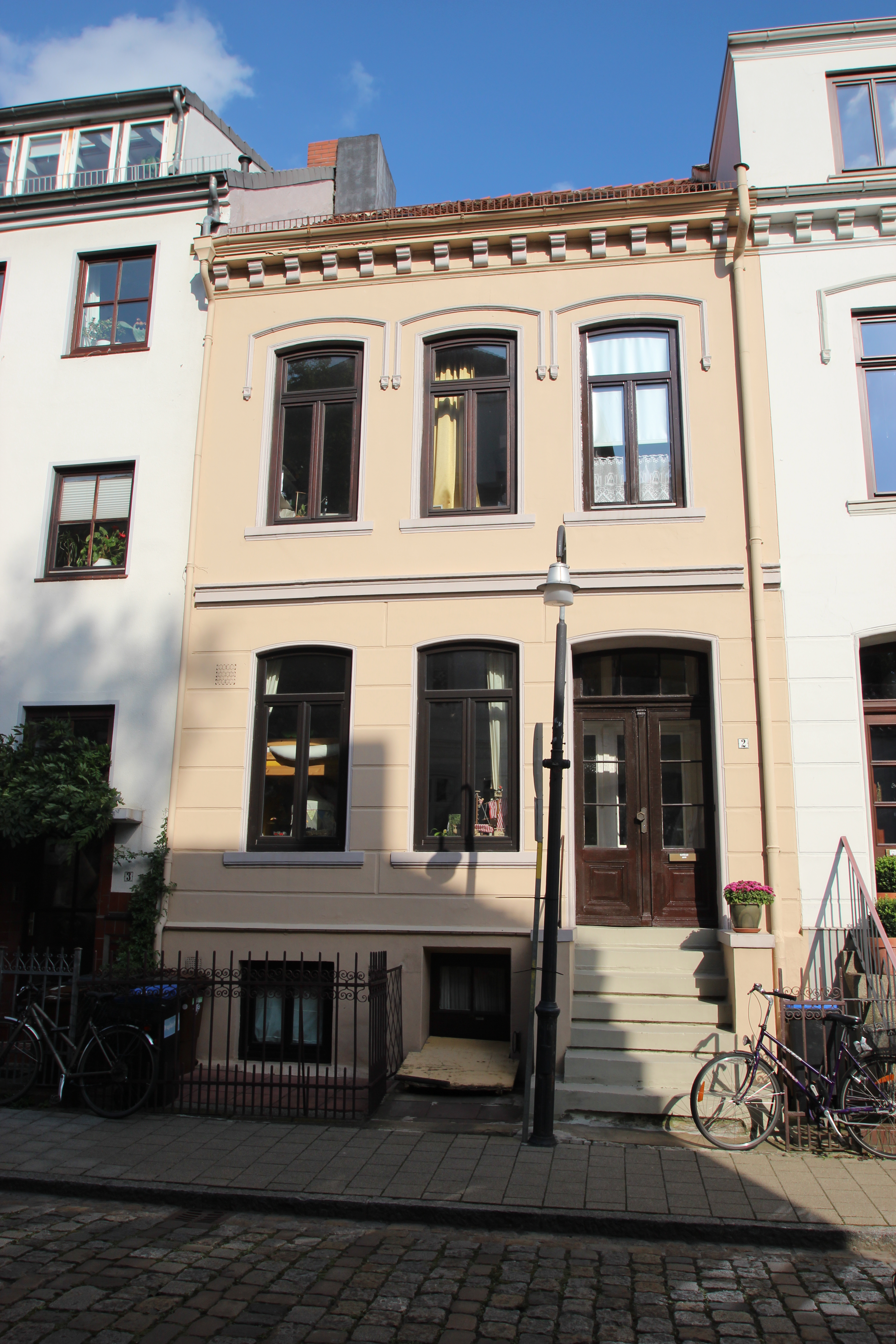
Adlerstraße 2
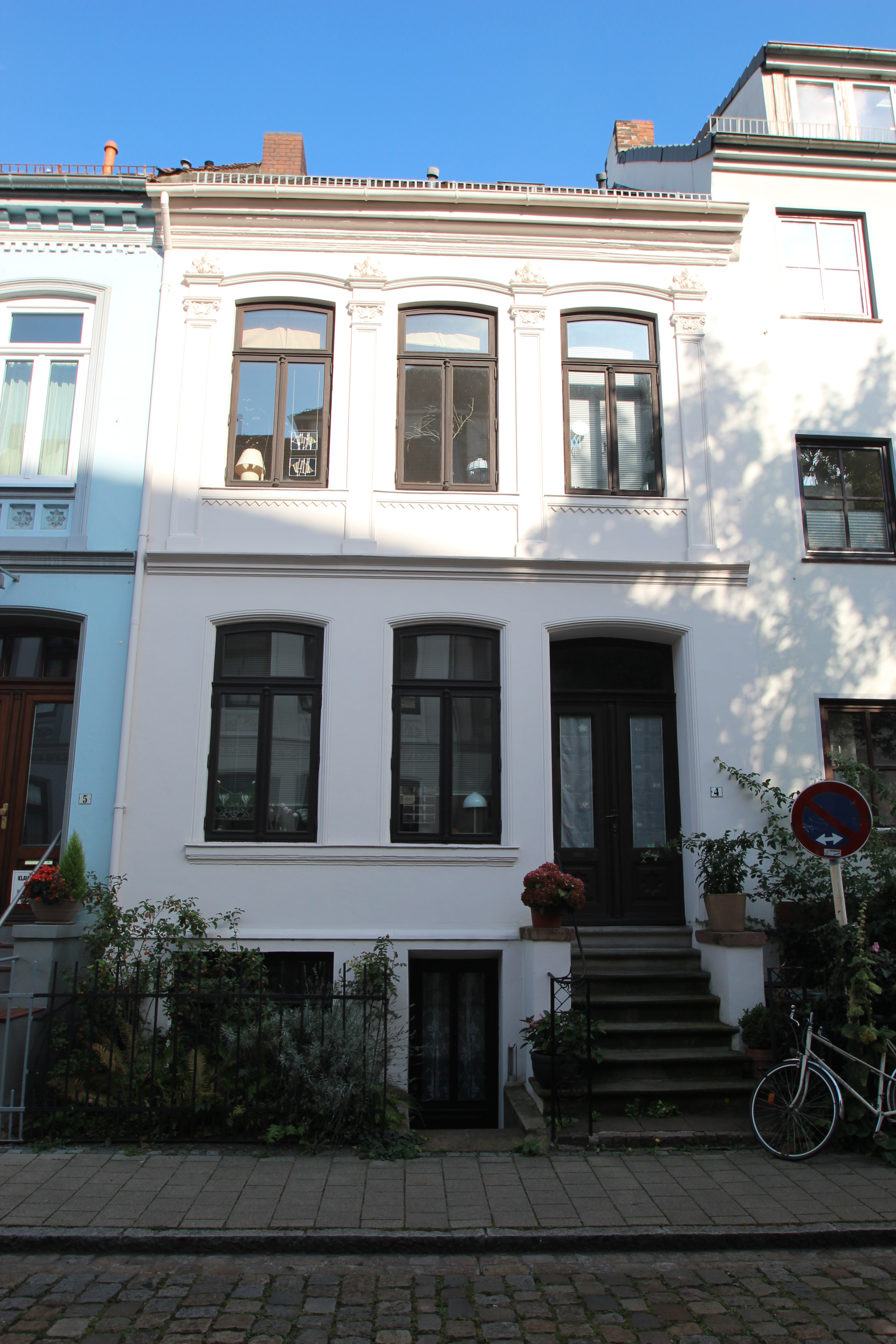
Adlerstraße 4
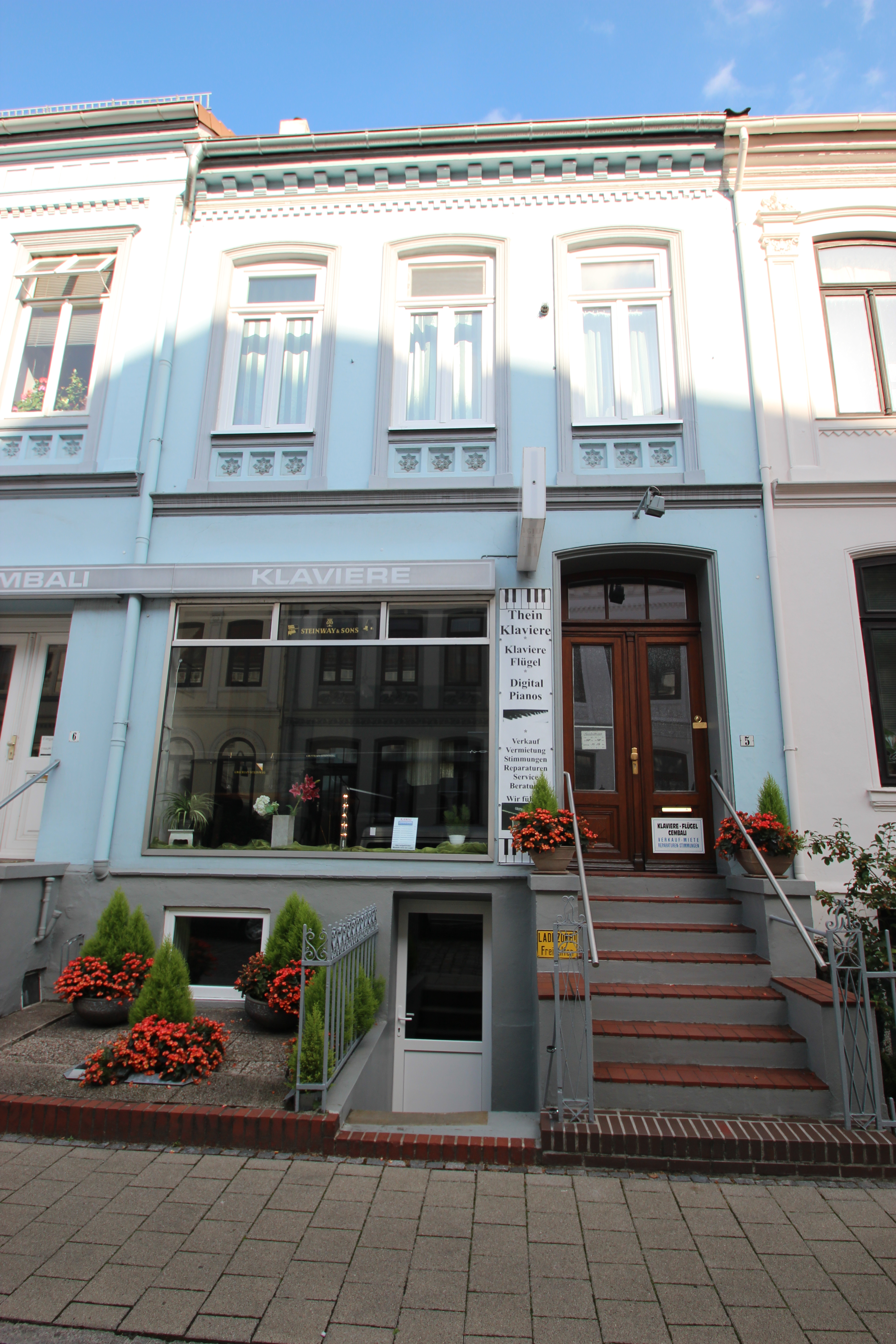
Adlerstraße 5
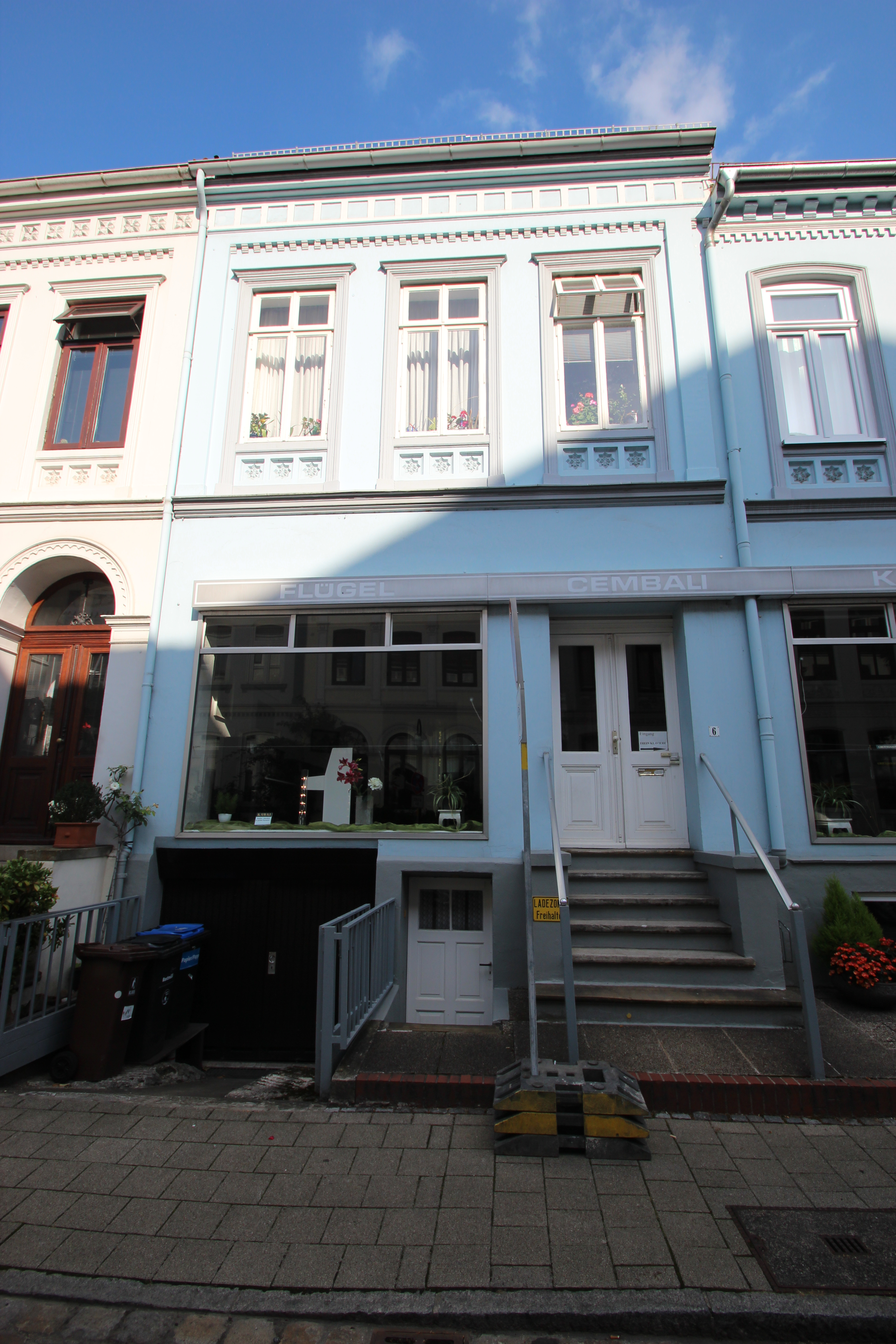
Adlerstraße 6
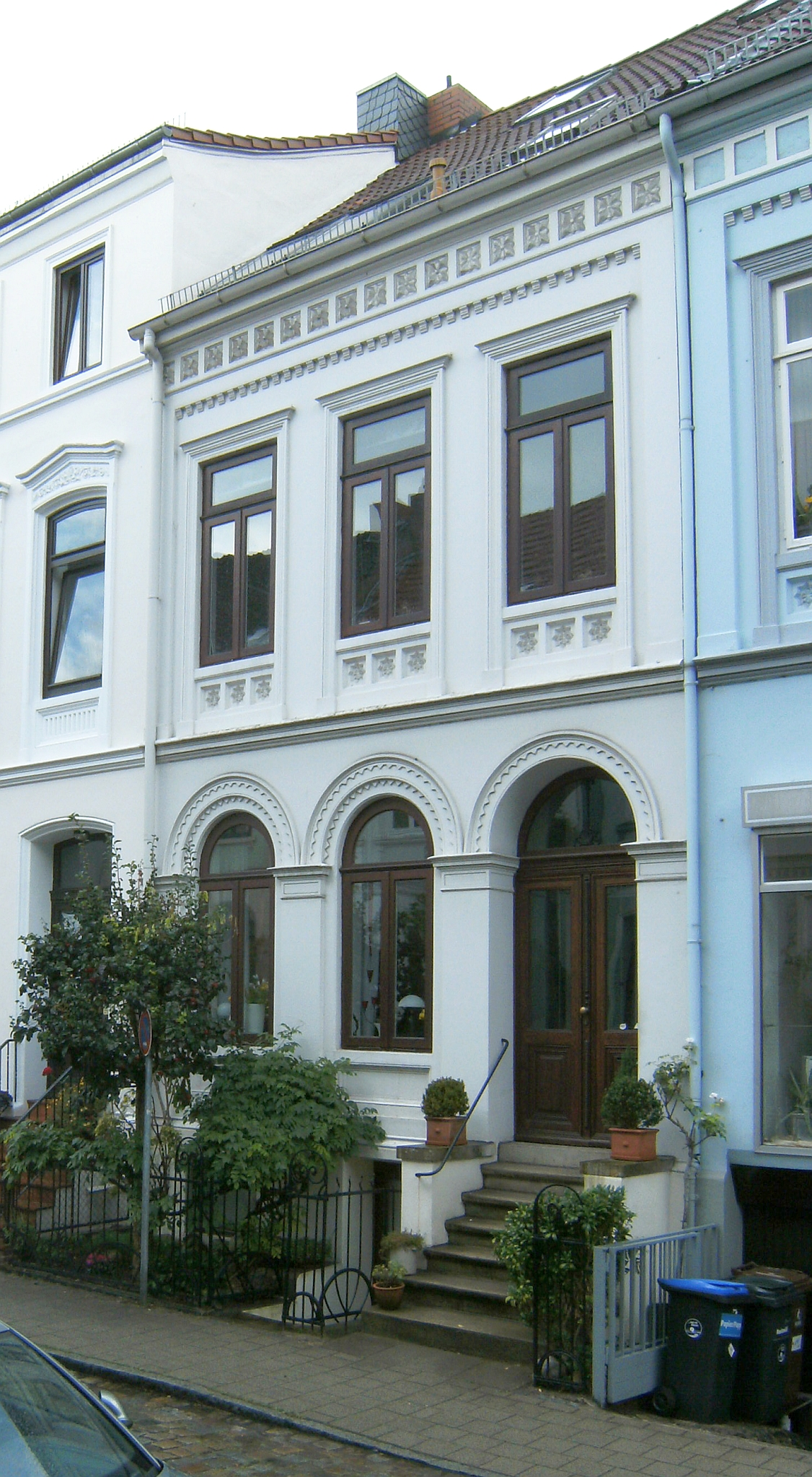
Adlerstraße 7
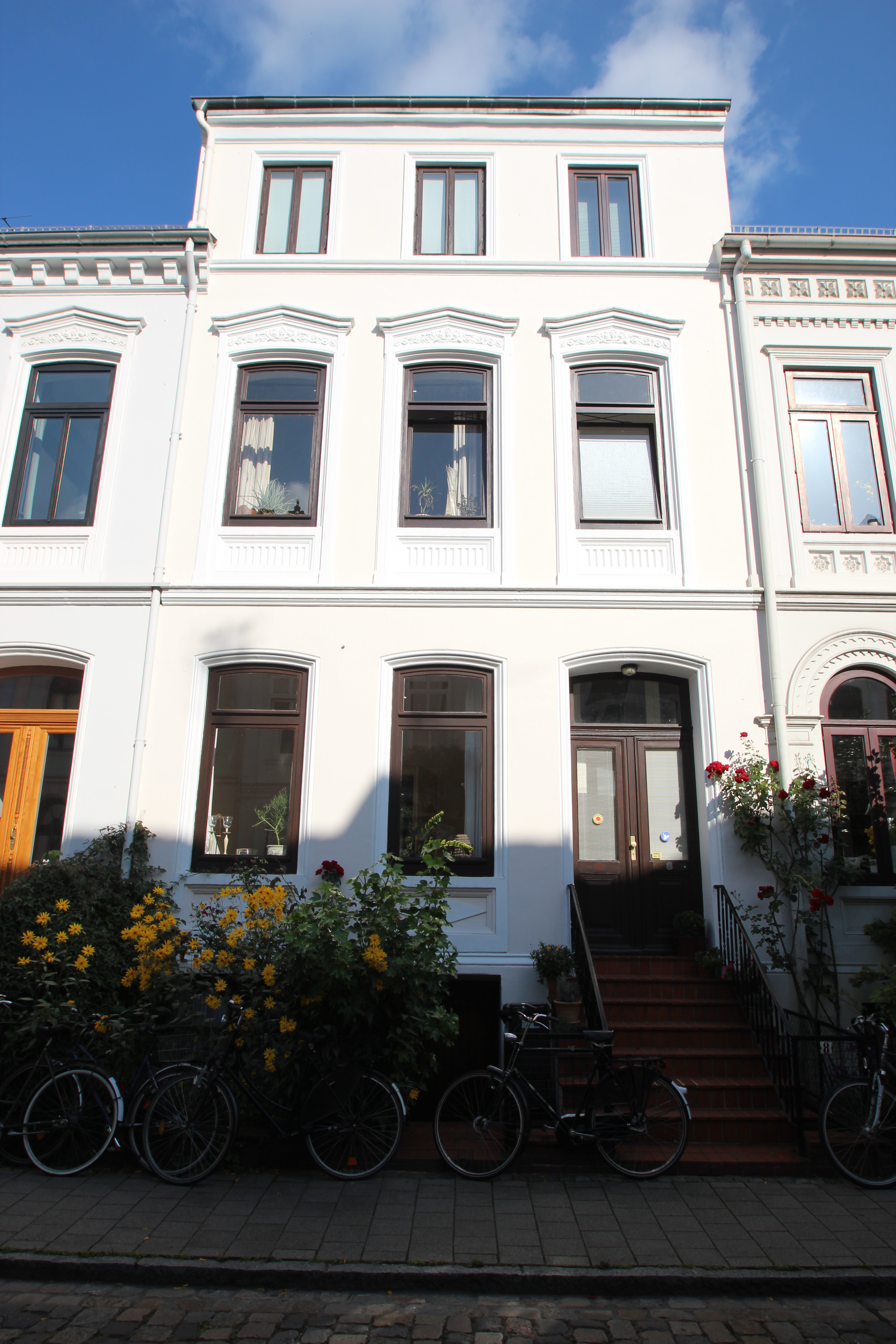
Adlerstraße 8
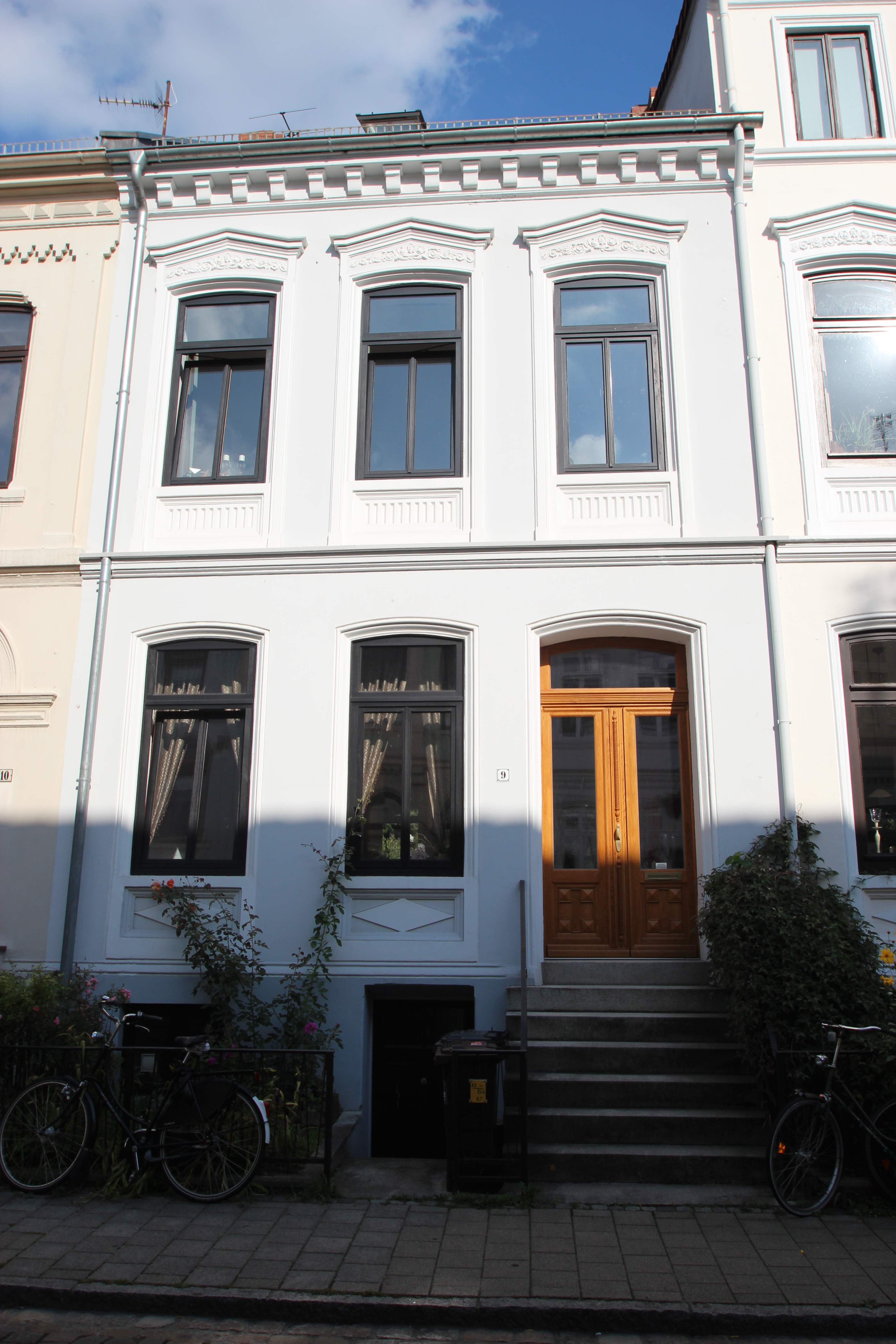
Adlerstraße 9
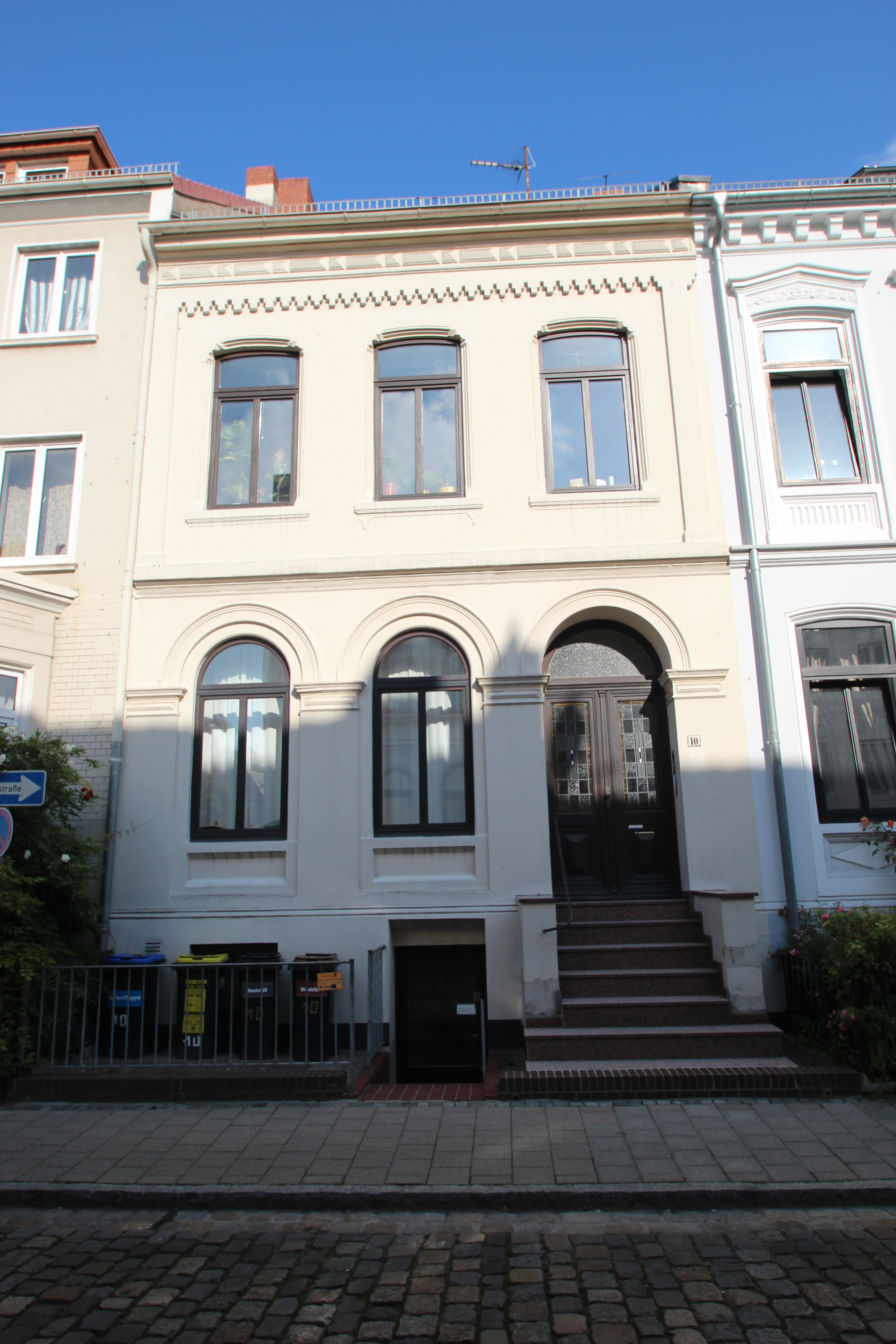
Adlerstraße 10
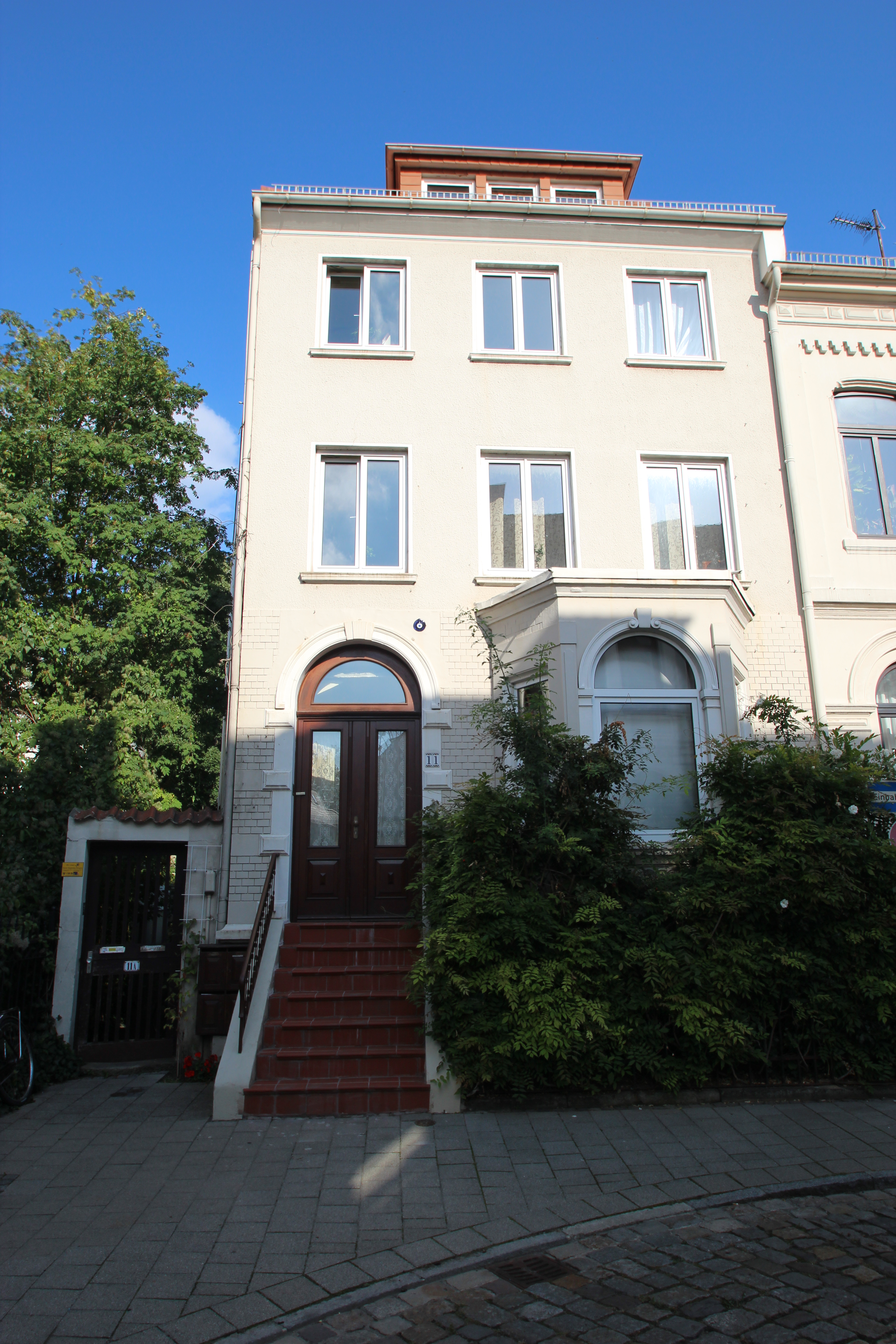
Adlerstraße 11
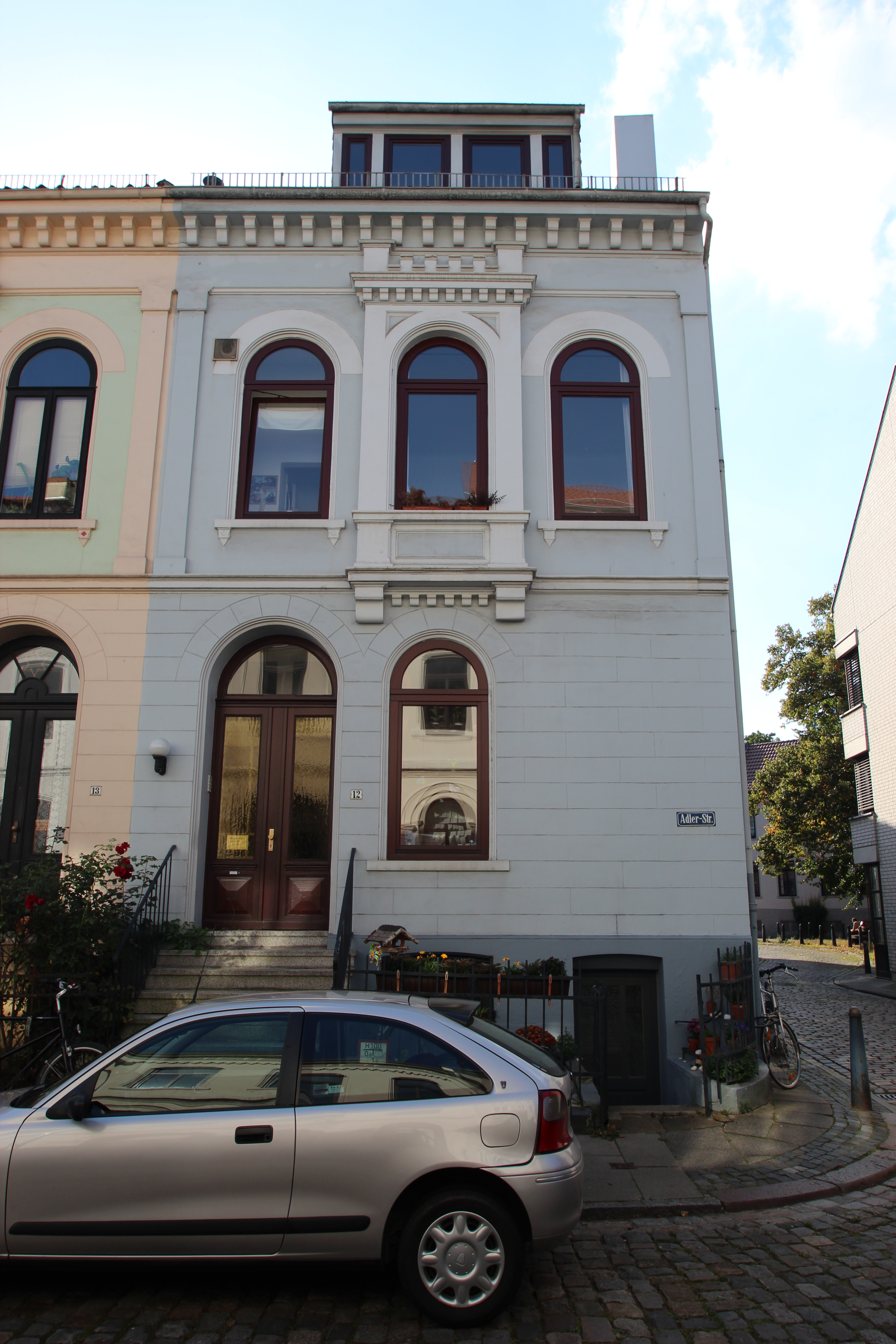
Adlerstraße 12
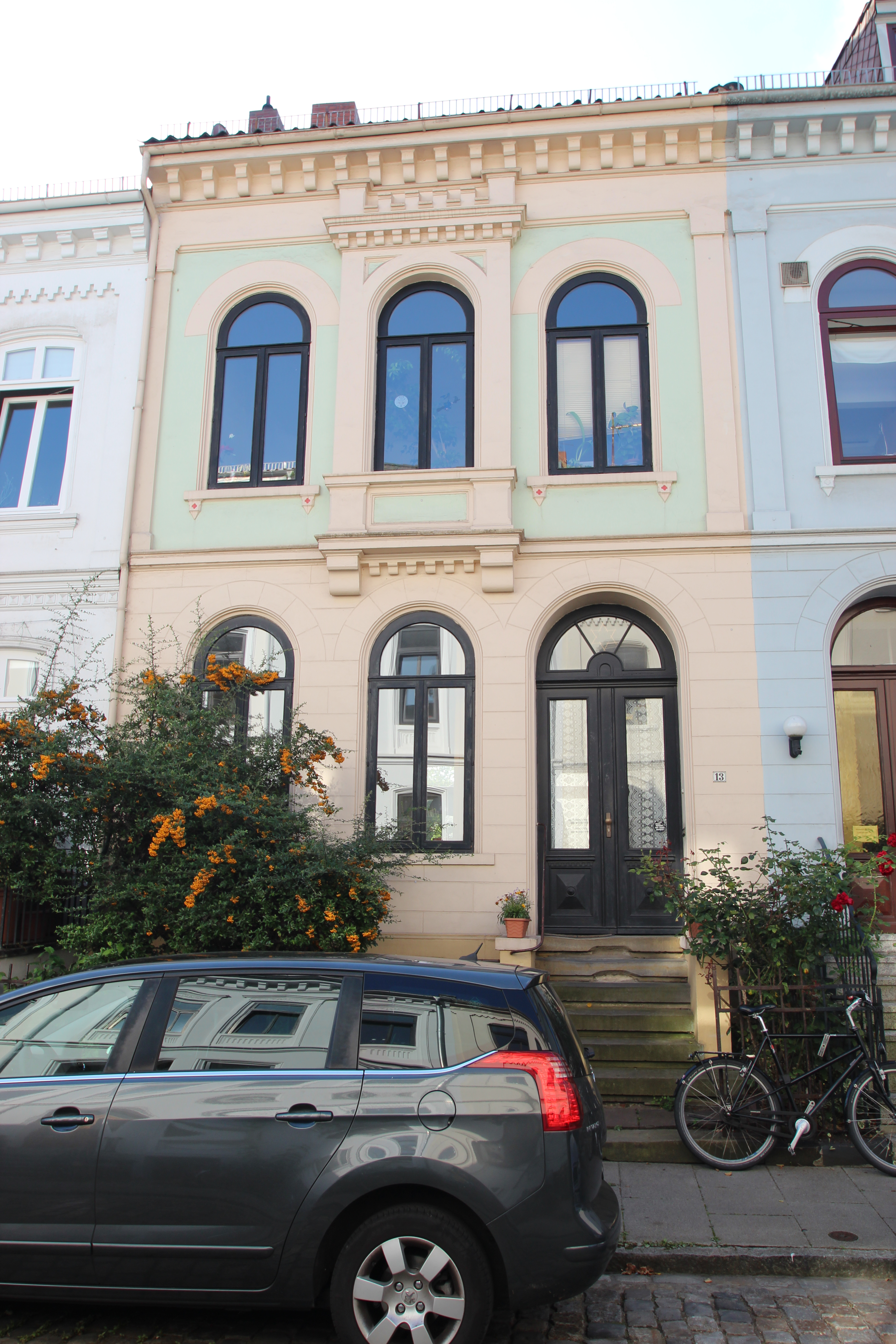
Adlerstraße 13
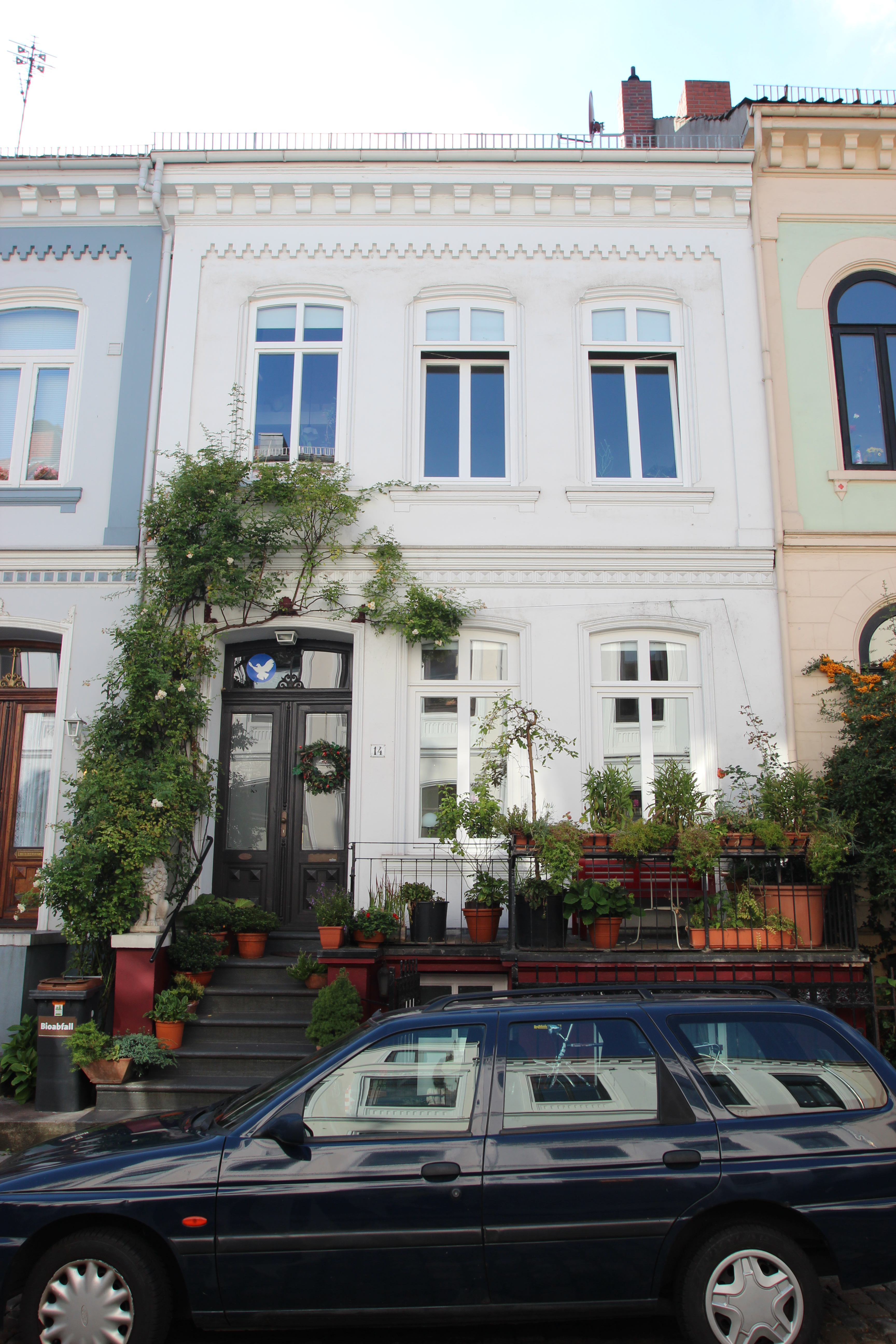
Adlerstraße 14
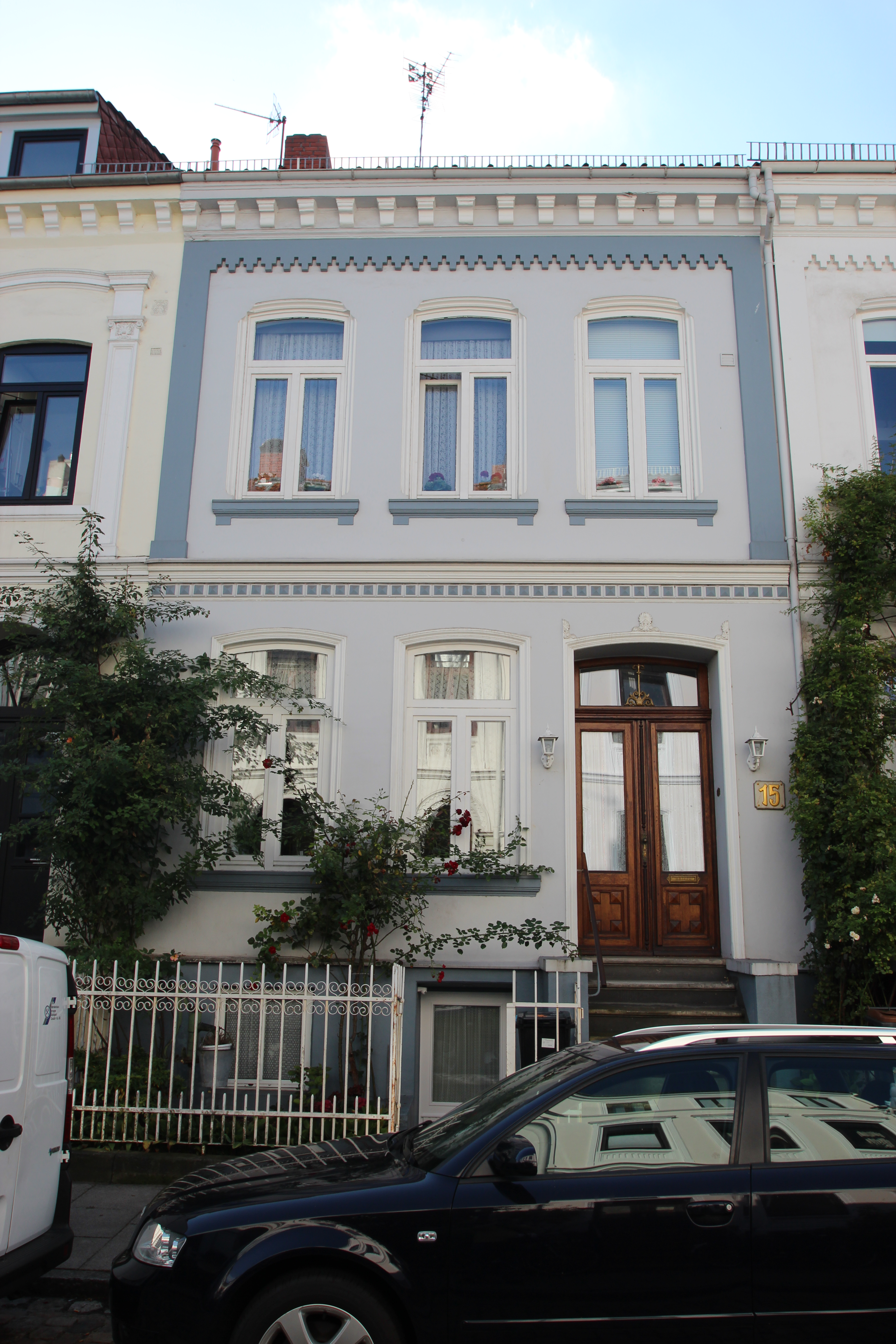
Adlerstraße 15
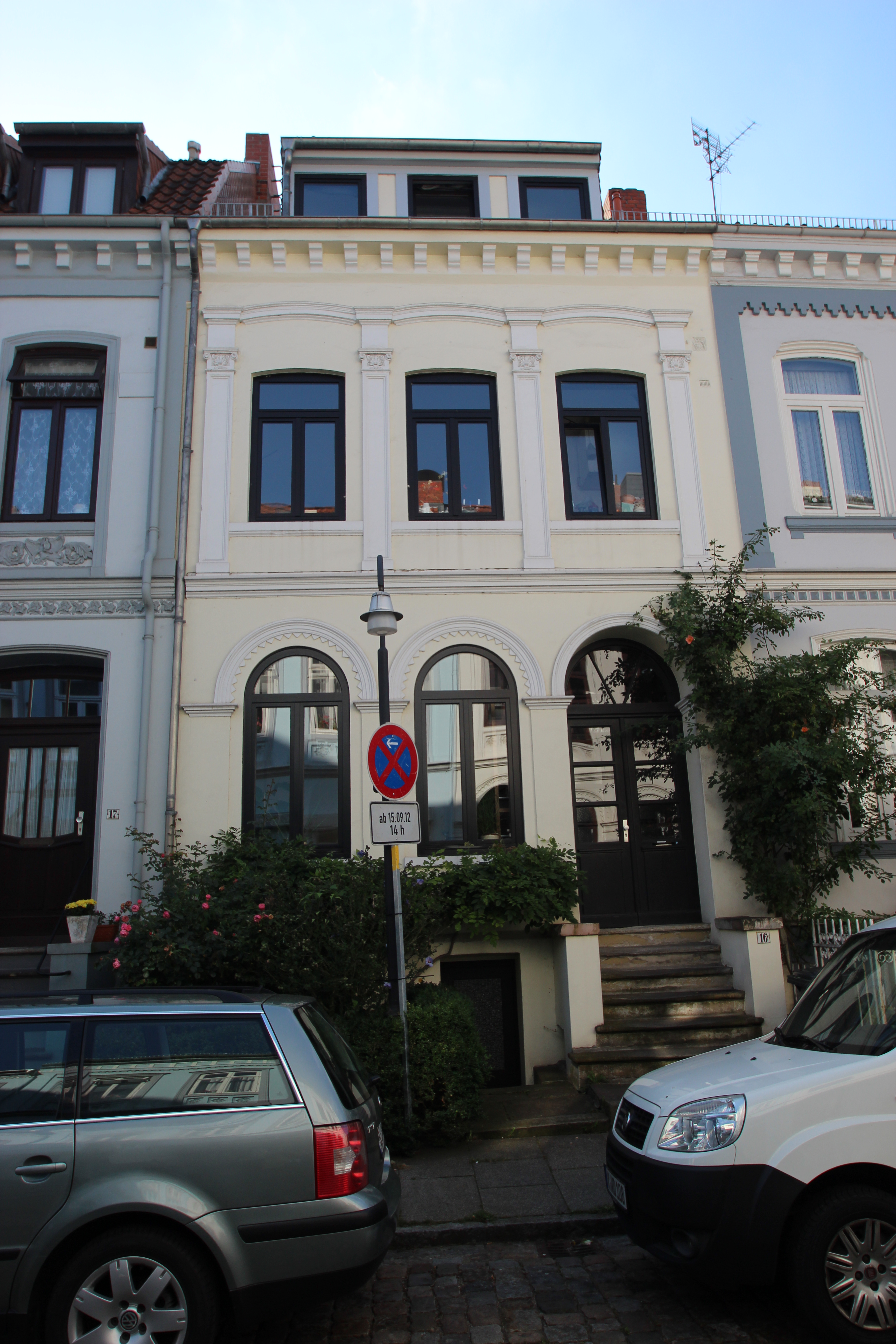
Adlerstraße 16
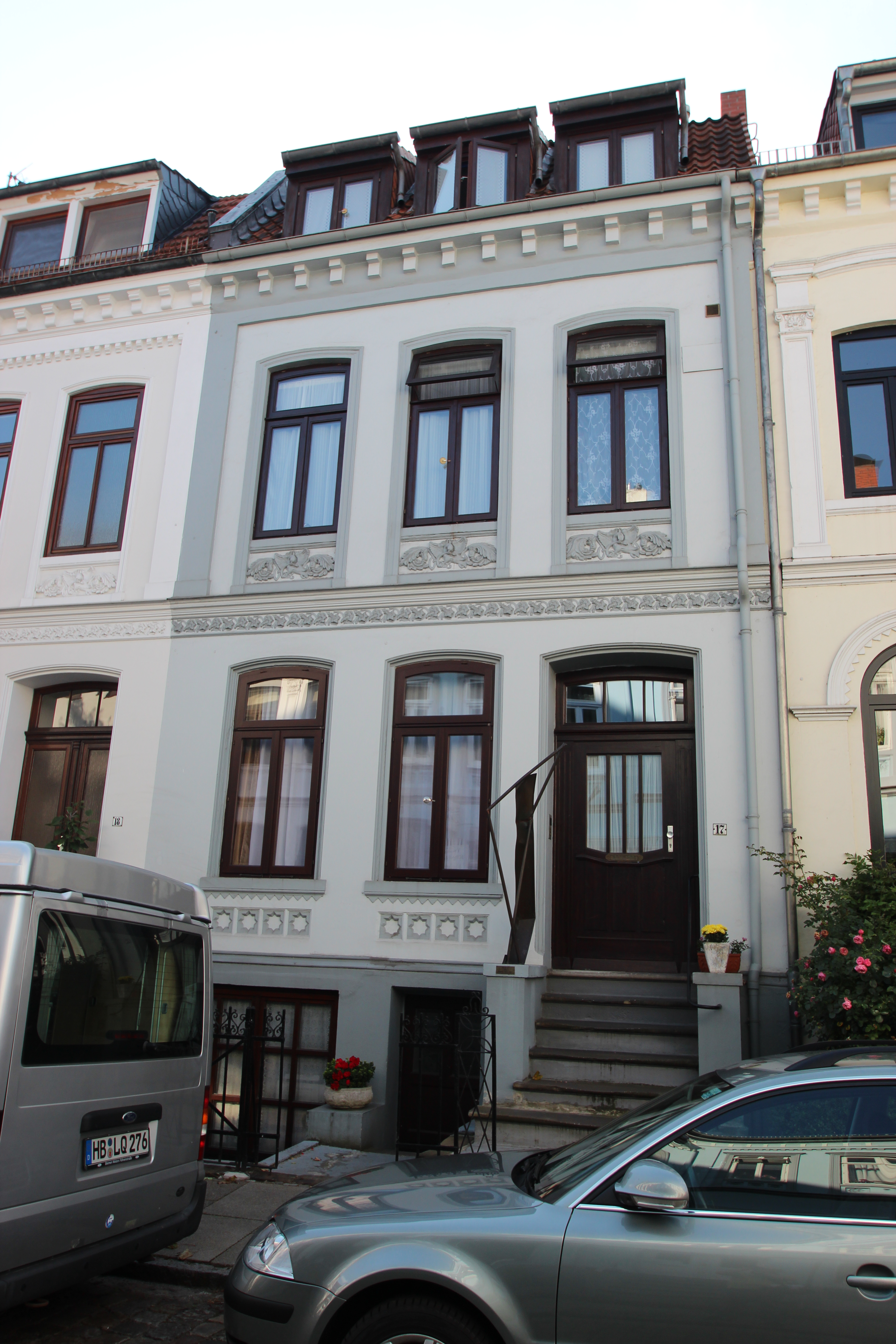
Adlerstraße 17
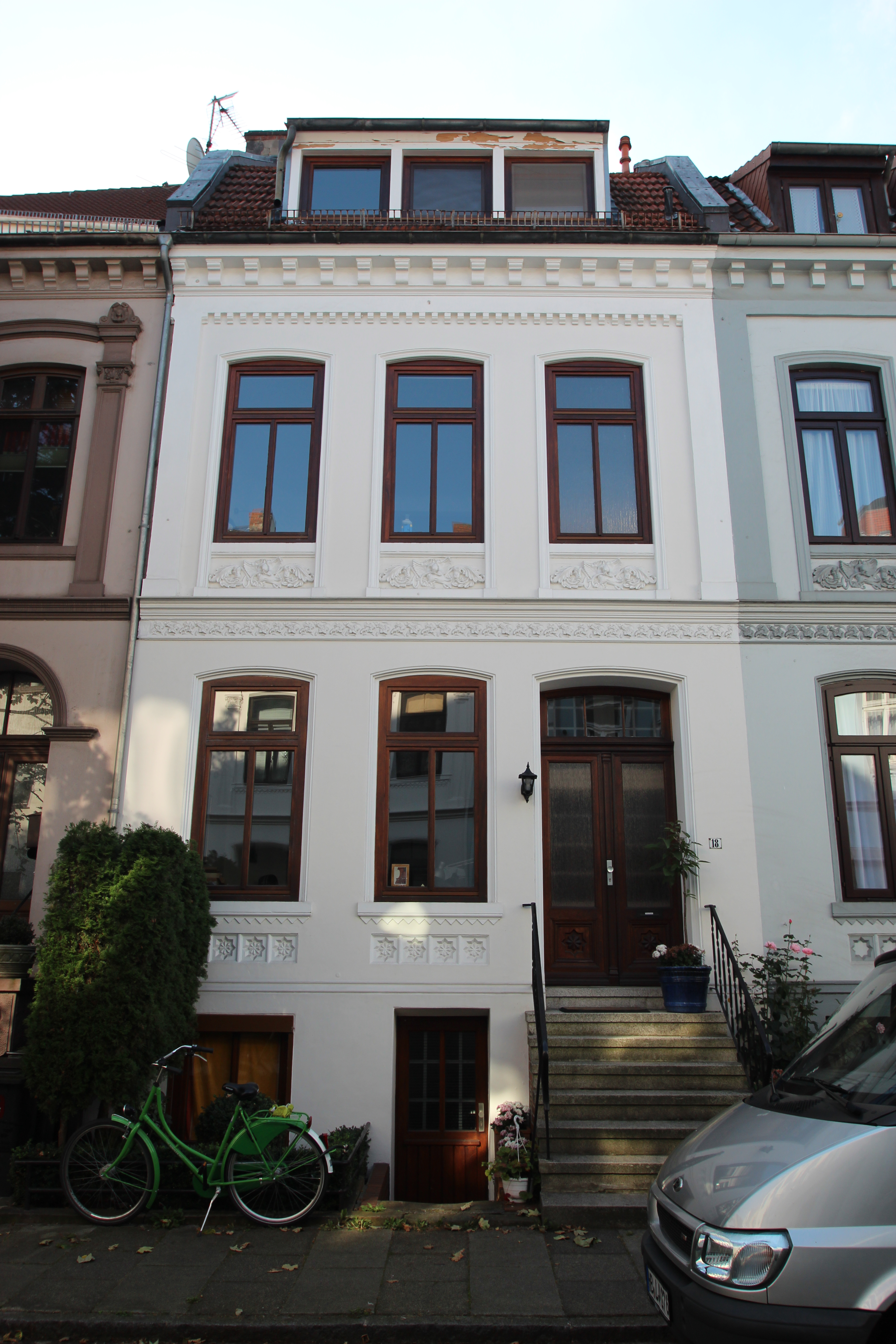
Adlerstraße 18
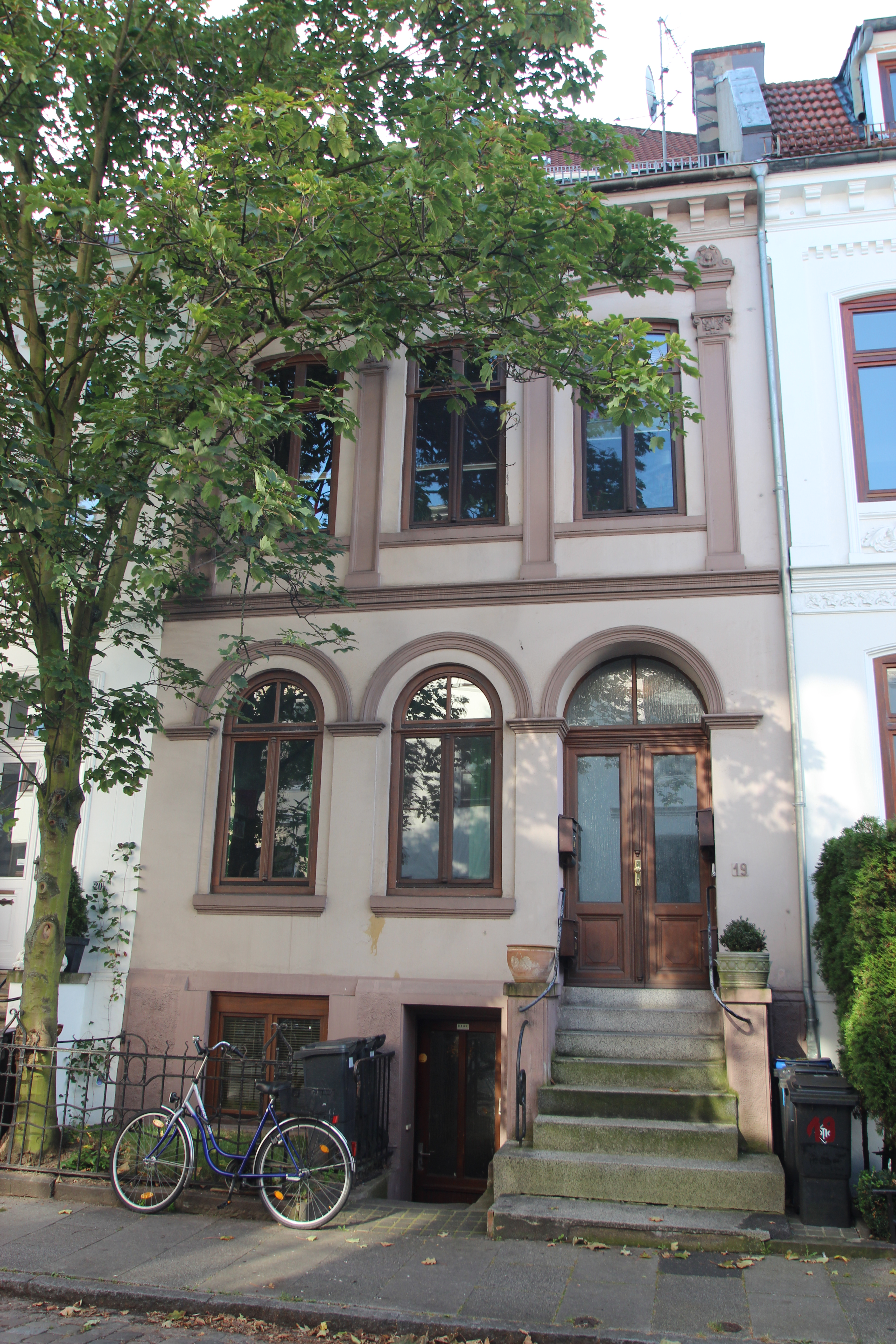
Adlerstraße 19
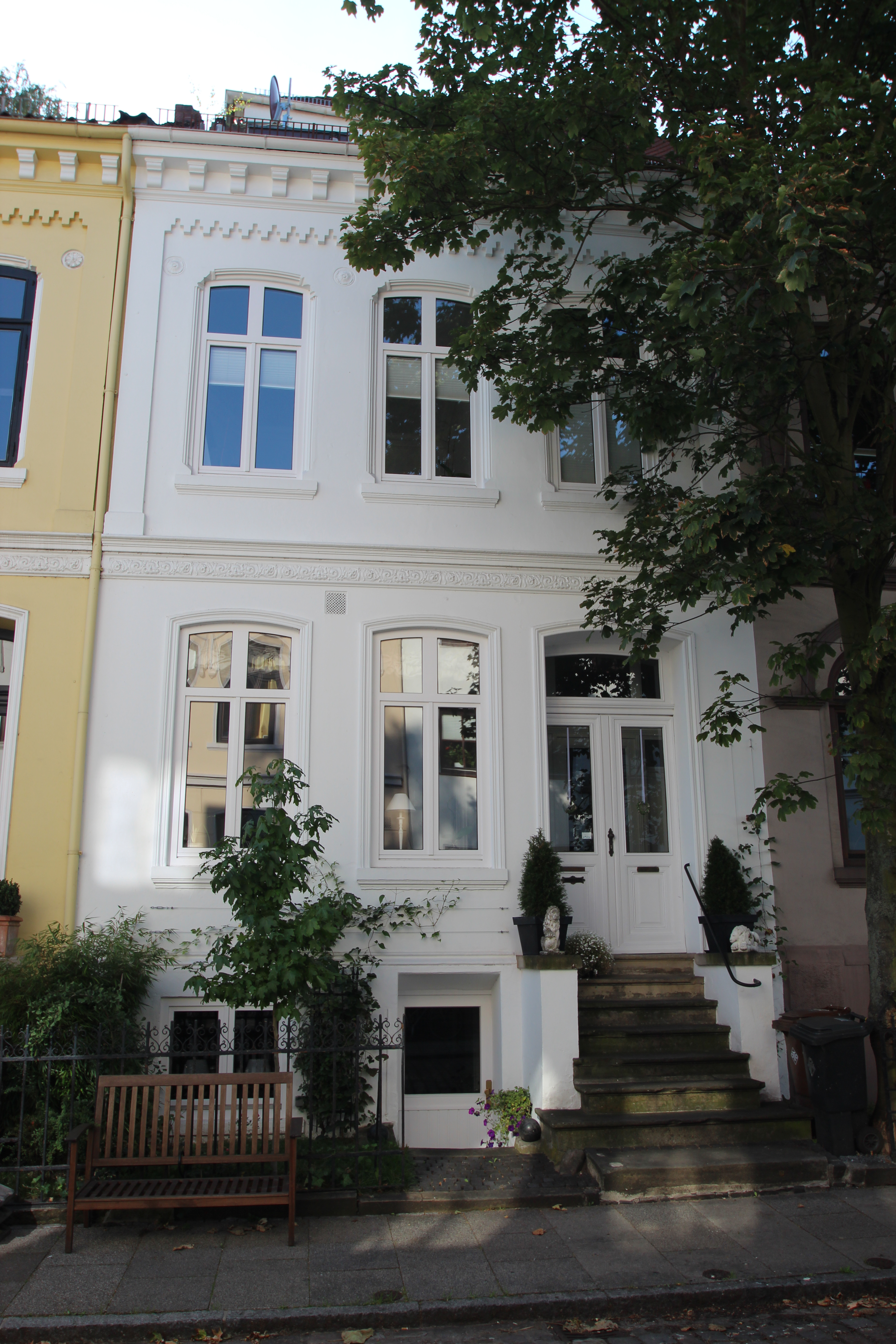
Adlerstraße 20
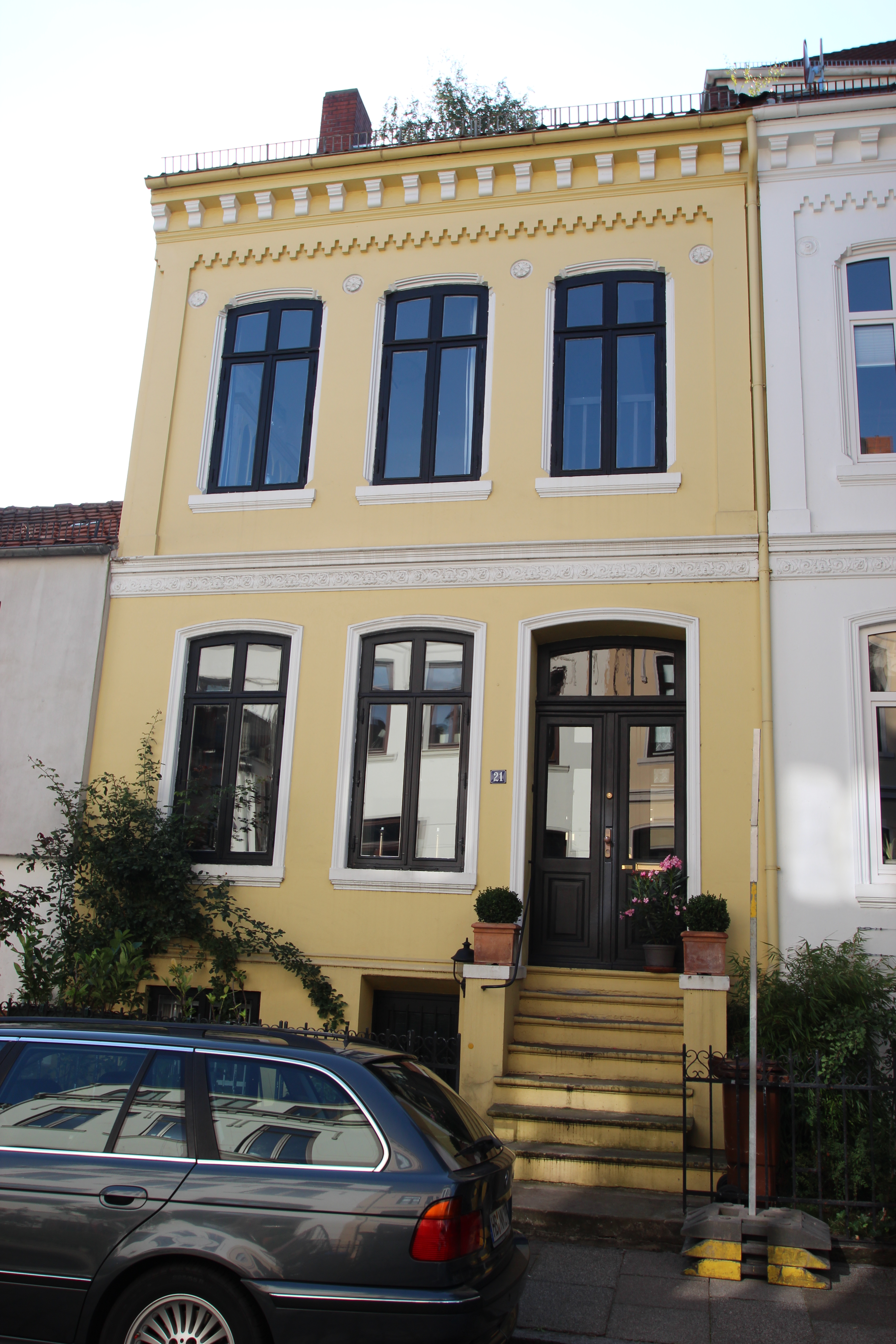
Adlerstraße 21